# Günter Trepte
Günter Willy Trepte (* 25. Februar 1938 in Freital; † 30. Dezember 2014) war ein deutscher Politiker (PDS). Er war von 1994 bis 2002 Mitglied im Landtag Sachsen-Anhalt.

## Ausbildung und Leben
Günter Trepte legte 1956 das Abitur in Freital ab und studierte 1956 bis 1961 „Ingenieurökonomie der Chemischen Industrie“ an der TH Merseburg. Von 1961 bis 1970 war er wissenschaftlicher Assistent und Oberassistent an gleicher Hochschule, wo er 1965 zum Dr. oec. promoviert wurde. 1971 erfolgte die Berufung zum Hochschuldozenten, 1974 die Habilitation. 1977 wurde er zum ordentlichen Professor an der TH Merseburg berufen. 1993 schied er aus der Hochschule aus und war seit 1994 Mitarbeiter in einem privaten Bildungsunternehmen. Dort war er Leiter von Fortbildungsprojekten und Dozent.
Günter Trepte war verheiratet und hatte zwei Kinder.

## Politik
Günter Trepte wurde bei der Landtagswahl in Sachsen-Anhalt 1994 und 1998 über die Landesliste in den Landtag gewählt. Im Landtag war er Mitglied im Ausschuss für Wirtschaft, Technologie und Europaangelegenheiten und im Ausschuss für Finanzen.